# Migliaro (Uruguay)
Migliaro es una localidad uruguaya del departamento de Salto, municipio de Colonia Lavalleja, y es sede de este municipio. Legalmente forma parte del centro poblado denominado Pueblo Lavalleja.

## Geografía
La localidad se encuentra situada en la zona centro-norte del departamento de Salto, sobre la cuchilla de los Arapeyes, entre los ríos Arapey Grande (al sur) y Arapey Chico (al norte), sobre camino departamental de la mencionada cuchilla.

## Población
Según el censo de 2023 la localidad contaba con una población de 871 habitantes. Los datos anteriores al 2011 no figuran, ya que en censos previos la localidad de Migliaro fue censada en la sección censal Pueblo Lavalleja.
| -             | - | 733 | 871 |
| (Fuente: INE) |   |     |     |